# Reuterina
Reuterina es un multi-compuesto antimicrobiano potente producido por Lactobacillus reuteri, durante el metabolismo del glicerol a 1,3-propanodiol catalizada por la coenzima B12-dependiente de la diol dehydrase. Reuterina consta de 3-hydroxypropionaldehyde, su hidrato, su producto deshidratado (acroleína), y su dímero en equilibrio dinámico. En concentraciones por encima de 1.4M, el dímero HPA es predominante; en concentraciones relevantes para los sistemas biológicos, sin embargo, HPA hidrato es el más abundante, seguido por su aldehído.
Reuterina inhibe el crecimiento de algunas bacterias Gram-negativas y Gram-positivas, junto con las levaduras, los mohos y los protozoos. L. reuteri pueden secretar cantidades suficientes de reuterina para inhibir el crecimiento de los organismos perjudiciales en el intestino, sin matar las bacterias beneficiosas. L. reuteri permite quitar los organismos invasores mientras se mantiene intacta la flora intestinal normal.
Reuterina es soluble en agua, eficaz en un amplio rango de pH, resistente a las enzimas proteolíticas y lipolíticas, y ha sido estudiado como un conservante de alimentos o un auxiliar como agente terapéutico.

## Eficacia
Como un compuesto extraído Reuterina se ha mostrado capaz de matar a Escherichia coli O157:H7 y Listeria monocytogenes, con la adición de ácido láctico aumenta su eficacia. también se ha demostrado que puede matar a Escherichia coli O157:H7 cuando es producido por L. reuteri.